# Heracleum sphondylium
Heracleum sphondylium là một loài thực vật có hoa trong họ Hoa tán. Loài này được L. mô tả khoa học đầu tiên năm 1753.
Từ những năm gần đây, báo chí Hoa Kỳ và Canada thường đề cập đến những tin tức liên quan đến hiểm hoạ của một loại cỏ dại có tên là Giant hogweed hay Berce du Caucase. 
Tin mới nhất cho biết người ta đã tìm thấy cỏ dại nói trên tại một vài cánh rừng ven thủ đô Ottawa và ngay cả trong Parc d’Angrignon,(Montreal) vào những tuần lễ đầu tháng 7 năm 2010 vừa qua.
Thật ra cỏ dại Giant hogweed đã xâm nhập vào Bắc Mỹ từ mấy chục năm nay rồi.

## Hình ảnh

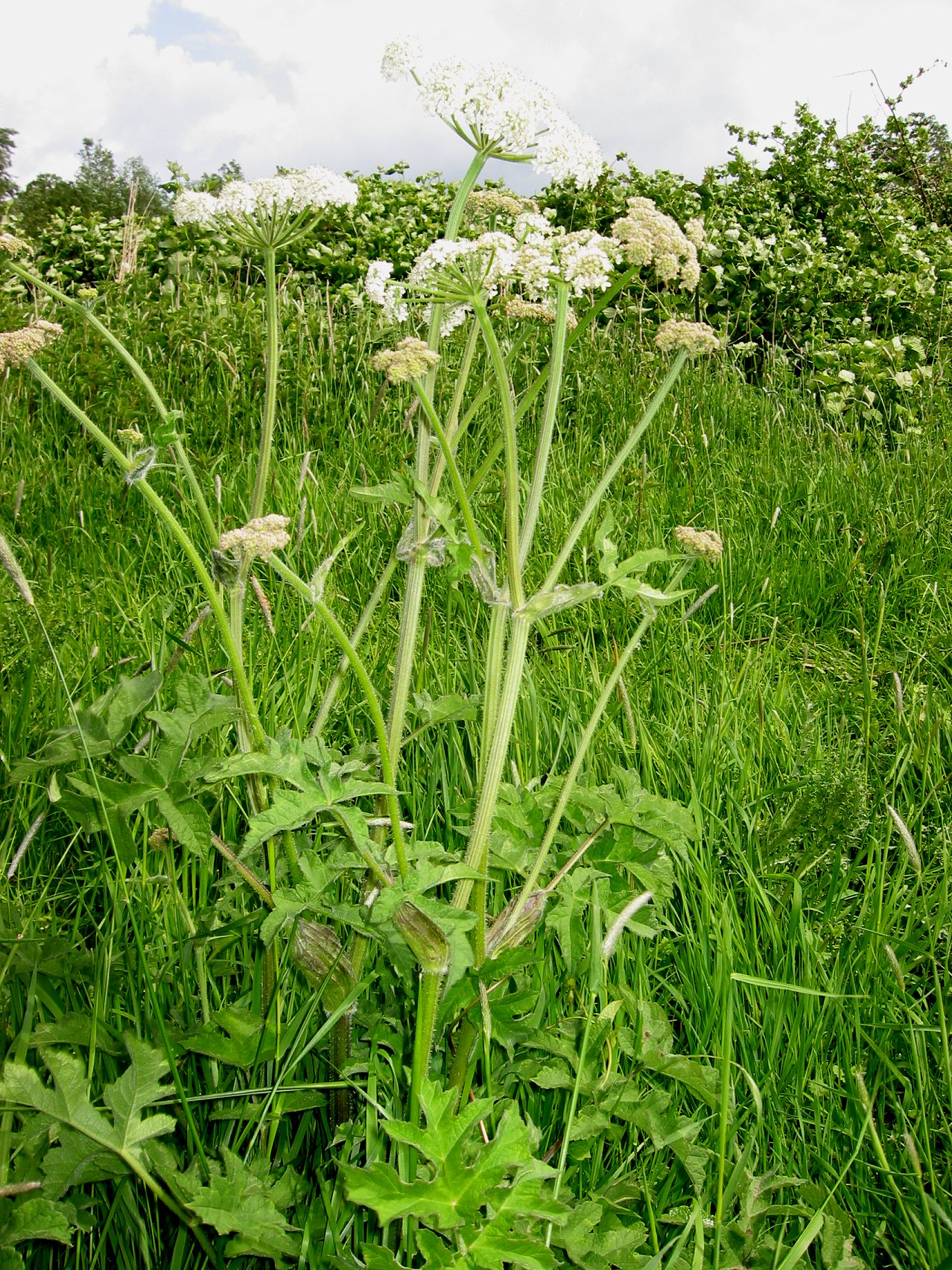
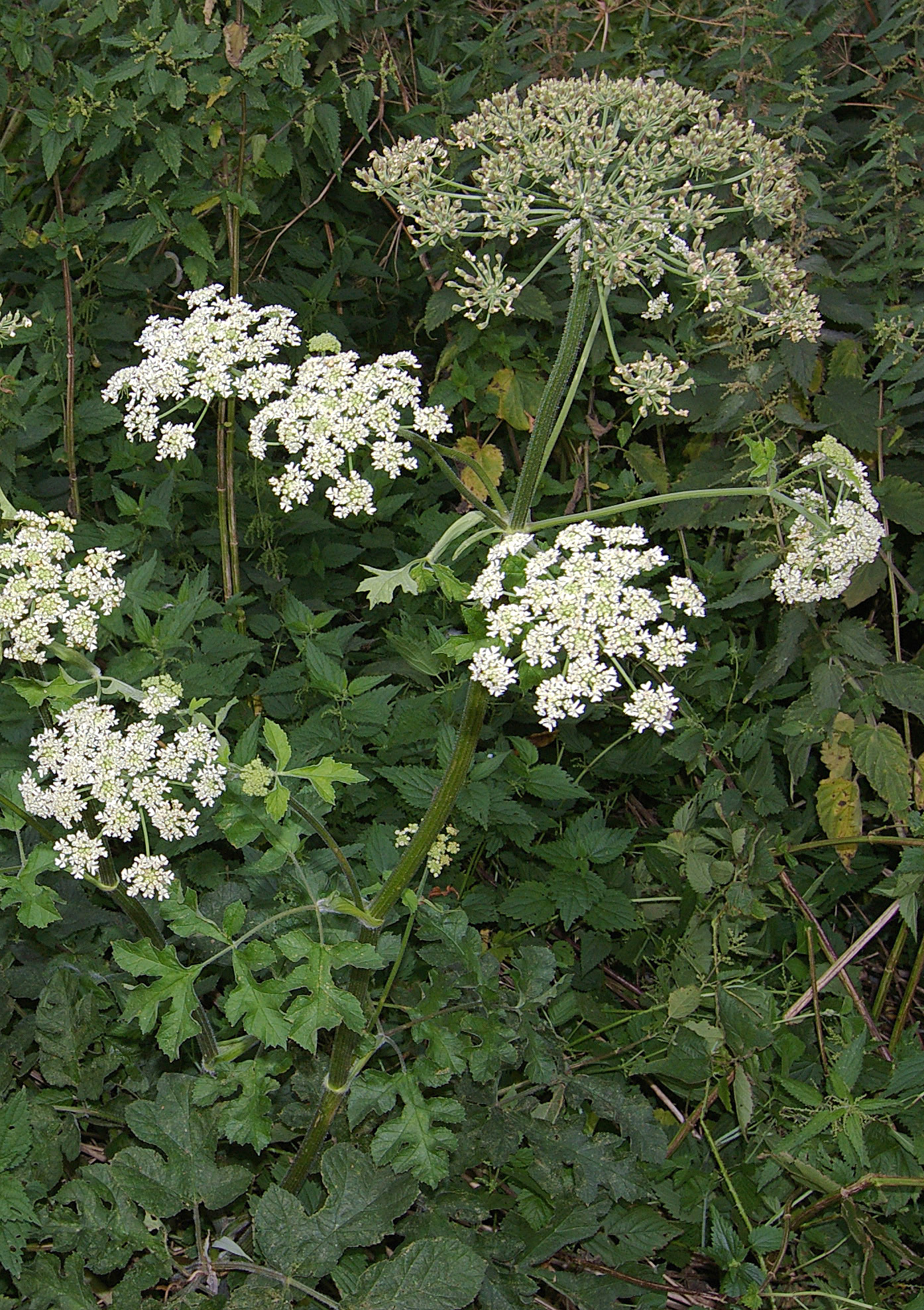
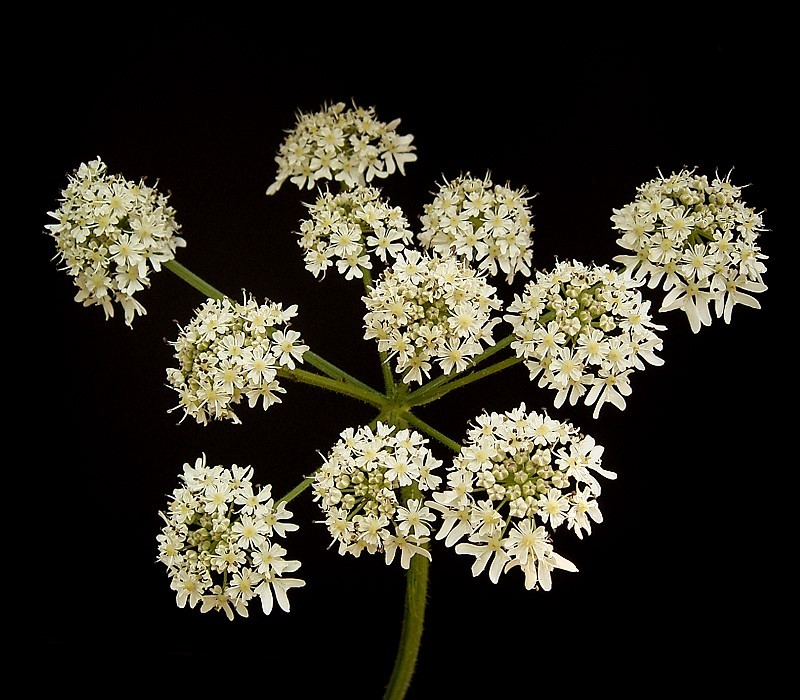
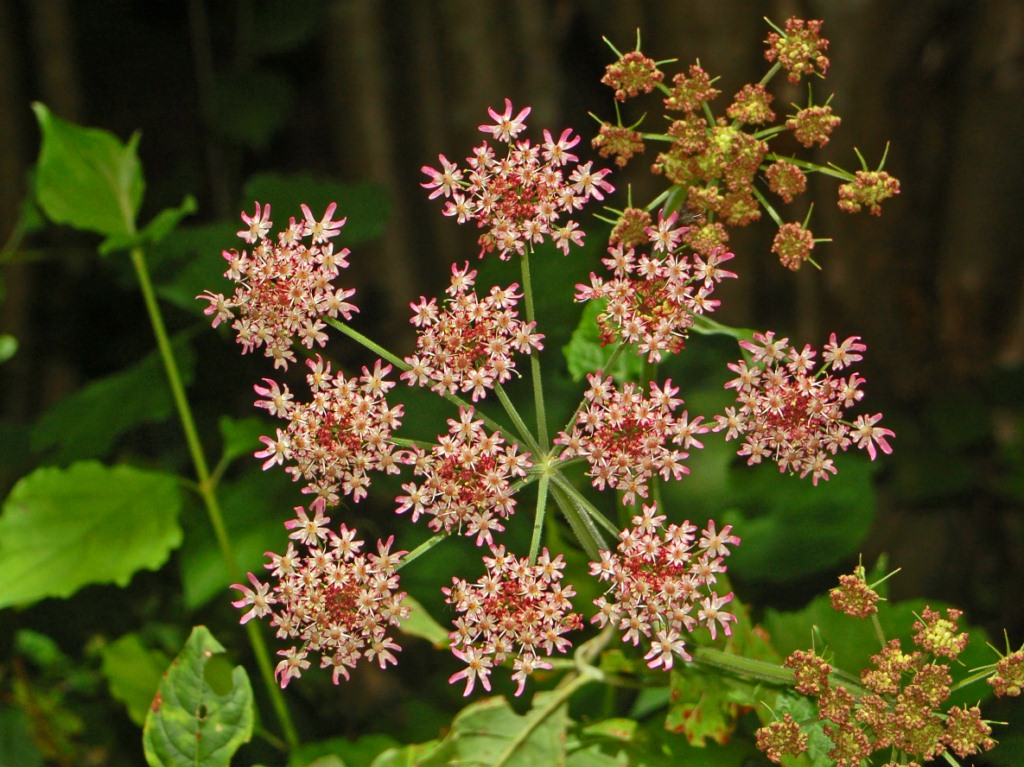

## Lịch sử phân bố và đặc điểm
Giant hogweed là một loài thực vật đa niên có tên khoa học là Heracleum mantegazzianum và có nguồn gốc từ các vùng núi Caucasus, thuộc miền Tây Nam Á Châu (Southwestern Asia). 
Được du nhập vào Hoa Kỳ như một loài kiểng (ornamental plant) từ năm 1917. Sau đó vì nhận thấy sức tăng trưởng của loại thực vật nầy quá mạnh có hại cho sinh thái cũng như nó có chứa độc tính, nên chánh phủ Hoa kỳ đã quyết định liệt kê giant hogweed vào nhóm thực vật độc hại đến sức khỏe.
Giant hogweed phải cần từ 3-5 năm để trưởng thành và chỉ ra hoa duy nhất một lần trong đời mà thôi.
Tại Canada cỏ dại giant hogweed trổ hoa vào khoảng từ tháng 6 tới tháng 8.
Loại cây nầy có thể cao đến 5-6 mét.
Thân rỗng nhưng rắn chắc và có đường kính từ 5 cm đến 10 cm, phần trên cao có nhiều đóm đỏ tía và nhiều lông trắng. Phía dưới gốc có màu tím hơn và đặc hơn. Lá rất to màu xanh đậm, rộng từ 1m đến1.5m, và có khuyết hình răng cưa. Mặt dưới của phiếm lá chứa nhiều lông, mặt trên trơn láng.
Hoa màu trắng nhưng cũng có thể hơi hồng hồng, kết chùm như cây dù rất đẹp mắt và có chứa cả chục ngàn hạt li ti, bay theo gió hoặc bám theo xe cộ để đến nhiễm những vùng đất mới.
Vì có sức tăng trưởng quá mạnh, nên cỏ dại giant hogweed có khuynh hướng xâm chiếm, lấn đất khiến các loài thực vật khác không thể mọc lên nổi.
Người ta thường thấy giant hogweed mọc ven sông, ven suối, trên những vùng đất hoang, ven rừng, hai bên lộ...
Sau khi ra hoa một lần thì cỏ dại chết đi. Hệ thống rễ của giant hogweed rất rộng nhưng không được sâu nên không đủ sức giữ đất như các loài thực vật bản xứ. Hiện tượng xói mòn đất dọc theo các bờ sông, bờ suối thưòng hay xảy ra khi cỏ dại giant hogweed chết.

## Độc tính
Thân, lá và hoa giant hogweed có chứa một loại nhựa gồm có chất furocoumarins (psoralens) rất độc.Chính chất nầy làm cho da rất nhạy cảm với ánh sáng mặt trời. Khoa học gọi đây là hiện tượng cảm quang  photosensibilization. 
Để mủ chạm vào da, một hai ngày sau, da sẽ bị phản ứng trở nên đỏ, nóng rát, phồng lên thành những bóng nước blister, rất lâu hết, kéo dài cả tháng, thậm chí cả năm trời và có thể để lại những vết xẹo xậm màu. 
Nếu mủ văng mô mắt thì rất nguy hiểm, làm xót mắt, nặng thì bị mù loà luôn.
Không nên sử dụng các phần của cỏ dại giant hogweed đem phơi khô để làm trà dược thảo, rất nguy hiểm.